# Горонтало (язык)
Язык горонта́ло (самоназвание: Bahasa Hulontalo); индон. Bahasa Gorontalo) — язык австронезийской семьи, распространён среди народа горонтало на Северном Сулавеси, в провинции Горонтало.
По данным Ethnologue, количество носителей данного языка составляло 900 тыс. чел. в 1989 году.
Язык горонтало передаётся латинской графикой.

## Диалекты
Данный язык является родным для одноимённого народа.
Выделяют следующие диалекты: восточный горонтало, диалект города Горонтало, диалект Сувавы, диалект Тиламуты и западный горонтало.

## Фонология
|             | билабиальные | альвеолярные | постальвеолярные | палатальные | велярные | глоттальные |
| ----------- | ------------ | ------------ | ---------------- | ----------- | -------- | ----------- |
| назальные   | m            | n            |                  | ɲ           | ŋ        |             |
| абруптивы   | p b          | t d          | d̠                | c ɟ         | k ɡ      | ʔ           |
| имплозивные | ɓ            | ɗ            |                  |             |          |             |
| сонорные    | w            | l r          |                  | j           |          | h           |

Для языка горонтало характерна последовательность назальный+абруптивный, к последним могут относиться /b d t d̠ ɟ ɡ k/. В то же время, /b d/ довольно редки и встречаются только перед гласными верхнего подъёма. /d̠/, записываемый также как ⟨ḓ⟩, — ламинальный постальвеолярный корональный согласный. Статус звука [ʔ] неясен; если [VʔV] интерпретировать как последовательность гласных /VV/, то произнесение их вместе с данным звуком будет отличаться как от простой последовательности гласных звуков, так и от таковой, разделённой скользящим согласным.

## Википедия на языке горонтало
Существует раздел Википедии на языке горонтало («Википедия на языке горонтало»), первая правка в нём была сделана в 2017 году. По состоянию на 22:06 (UTC) 19 марта 2025 года раздел содержит 14 799 статей (общее число страниц — 23 119); в нём зарегистрировано 6812 участников, трое из них имеют статус администратора; 26 участников совершили какие-либо действия за последние 30 дней; общее число правок за время существования раздела составляет 58 032.